# You Got F'd in the A
«You Got F'd in the A», titulado «Te la metieron doblada» en España y «Cogiste pi por el cu» en Hispanoamérica, es el quinto capítulo de la octava temporada de South Park. Fue estrenado originalmente el 31 de marzo de 2004.
Todo el episodio es una parodia de la película You Got Served, que se estrenó meses antes. Los protagonistas son desafiados por un grupo de jóvenes bailarines de breakdance, y Stan deberá organizar un grupo para vencerlos.

## Trama
Stan, Kyle, Cartman y Kenny están jugando con coches teledirigidos, cuando un grupo de cinco jóvenes bailarines de break dance que proceden del Condado de Orange bailan en frente suya, de forma desafiante, y terminan diciéndoles que les han "dado caña". Al no saber qué es lo que han hecho, los chicos acuden a Chef para contárselo. Pero éste toma el asunto con mucha importancia al considerar que les han ofendido, y llama a los padres de los protagonistas para tranquilizarlos. Más tarde, durante la cena, Randy Marsh se decepciona con su hijo Stan, y le enseña los pasos de baile de Achy Breaky Heart, de Billy Ray Cyrus.
Cuando los cuatro protagonistas se vuelven a encontrar con los bailarines, Stan repite el baile que le enseñó su padre, asombrándolos. El grupo del Condado de Orange se toma el asunto como un reto, y desafía a los chicos de South Park a un duelo de bailes entre las dos ciudades. La madre de Stan discute con su marido por todo lo sucedido, y Randy se ve obligado a disculparse ante el grupo de bailarines, que están entrenando. Sin embargo, su entrenador se niega a cancelar el duelo y "da caña" a Randy con una serie de bailes acrobáticos. Más tarde, el padre de Stan aparece ingresado en el hospital.
Stan busca para el duelo a los mejores bailarines de South Park, y reúne al líder de un grupo de niños góticos, a un asiático campeón de Dance Dance Revolution y a Mercedes, una joven bailarina de Raisins (parodia de Hooters). Cuando buscan al quinto miembro descubren que Butters Stotch fue campeón estatal de claqué, y acuden a su casa para pedirle que ingrese en el grupo. Sin embargo, Butters grita y huye despavorido para llorar en su habitación. En su lugar, los chicos eligen a Jeffy, un pato.
Más tarde, se descubre que Butters tuvo un accidente durante el concurso nacional de claqué, celebrado dos años antes. Durante su actuación, a Butters se le escapó un zapato que impactó contra un foco del escenario, generando una serie de catastróficos accidentes que costaron la vida de ocho personas. Después de un entrenamiento dirigido por Chef con pobres resultados, Stan intenta convencerle de nuevo para que forme parte del grupo, y le pide que supere su trauma.
En el día de la actuación, el pato Jeffy se ha torcido el tobillo durante un entrenamiento y no puede actuar. El equipo busca desesperadamente un quinto miembro para poder participar cuando, en el último minuto, entra Butters con traje y zapatos de claqué. Durante su actuación a Butters se le vuelve a escapar el zapato contra un foco, que termina matando a todo el equipo de baile del Condado de Orange. De este modo, South Park gana por defecto y el pueblo saca a Butters a hombros como su héroe, aunque éste se encuentra de nuevo traumatizado por lo sucedido.

## Producción
El guion está escrito por Trey Parker, y parodia las películas de baile. La cinta principal es You Got Served (2004), en la que se ven competiciones de breakdance. El premio que recibían era 50.000 dólares y una aparición en un videoclip de Lil' Kim, a la que también se parodia en este episodio. En los comentarios de DVD de la octava temporada, Parker reveló que se había encontrado días después con el productor ejecutivo de You Got Served, que le aseguró estar muy satisfecho con la sátira.
También hay referencias a otros títulos como Save the Last Dance (2001) o 8 Mile (2002), en el final de la escena del hospital. Además, todas las muertes producidas por el accidente de Butters son parodias de películas como Saving Private Ryan, Final Destination y Carrie.